# 比约维卡隧道
比约维卡隧道（挪威語：Bjørvikatunnelen）是欧洲E18高速公路穿过挪威奥斯陆市中心的一个沉管式隧道，双洞六车道。在西侧，比约维卡隧道连接着阿克斯胡斯城堡下方的城堡隧道（Festning Tunnel），向东穿过奧斯陸峽灣比約維卡臂后在东侧海岸E18与190号挪威国道立交处上岸，隧道全长1,100（3,600英尺），其中675米位于水下，于2010年9月建成通车。

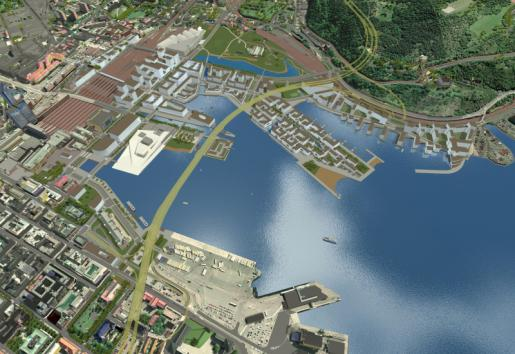
比约维卡隧道示意图